# Польша на летних Олимпийских играх 1976
Польша принимала участие в Летних Олимпийских играх 1976 года в Монреале (Канада) в двенадцатый раз за свою историю, и завоевала тринадцать бронзовых, шесть серебряных и семь золотых медалей. Сборную страны представляли 27 женщин.
| Польша на олимпиаде 1976 года в Монреале | Польша на олимпиаде 1976 года в Монреале | Польша на олимпиаде 1976 года в Монреале | Польша на олимпиаде 1976 года в Монреале | Польша на олимпиаде 1976 года в Монреале           |
| Медали                                   | Спортсмен | Вид спорта                               | Дисциплина                               | Результат                                          |
| ---------------------------------------- | --- | ---------------------------------------- | ---------------------------------------- | -------------------------------------------------- |
| Золото                                   | Казимеж Липень | Борьба                                   | Греко-Римская борьба, мужчины            |                                                    |
| Золото                                   | Януш Пычак-Печак | Современное пятиборье                    | мужчины                                  | 5520 очков                                         |
| Золото                                   | Ежи Рыбицкий | Бокс                                     | мужчины                                  |                                                    |
| Золото                                   | Тадеуш Слюсарский | Лёгкая атлетика                          | прыжки с шестом, мужчины                 | 5,50 м                                             |
| Золото                                   | Ирена Шевиньская | Лёгкая атлетика                          | 400 м, женщины                           | 49,28 (WR)                                         |
| Золото                                   | Яцек Вшола | Лёгкая атлетика                          | мужчины                                  | 2,25 м                                             |
| Золото                                   | Włodzimierz Stefański Бронислав Бебель Лех Ласко Эдвард Скорек Томаш Вуйтович Веслав Гавловский Мирослав Рыбачевский Збигнев Любеевский Ришард Босек Влодзимеж Садальский Збигнев Зажицкий Марек Карбаж                                               | Волейбол                                 | мужчины                                  | Полуфинал: 3 — 2 Финал: 3 — 2                      |
| Серебро                                  | Гжегож Чюра | Тяжёлая атлетика                         | мужчины                                  | 252,5 кг                                           |
| Серебро                                  | Збигнев Яремский Ежи Петшик Ришард Подляс Ян Вернер | Лёгкая атлетика                          | 4 x 100 м эстафета, мужчины              | 3.01,43                                            |
| Серебро                                  | Бронислав Малиновский | Лёгкая атлетика                          | 3000 м, мужчины                          | 8.09,11                                            |
| Серебро                                  | Тадеуш Мытник Мечислав Новицкий Станислав Шозда Ришард Шурковский | Велоспорт                                | 100 км, мужчины                          | 2.09,13                                            |
| Серебро                                  | Анджей Гронович Ежи Опара | Гребля                                   | C-2 500 м, мужчины                       | 1.47,77                                            |
| Серебро                                  | Ян Бенигер Леслав Цьмикевич Казимеж Дейна Ежи Горгонь Хенрик Касперчак Казимеж Кмецик Гжегож Лято Зигмунд Мащик Пётр Мовлик Роман Огаза Войцех Руды Анджей Шармах Антоний Шимановский Ян Томашевский Хенрик Вавровский Хенрик Вечорек Владислав Жмуда | Футбол                                   | мужчины                                  | Четвертьфинал: 5 — 0 Полуфинал: 2 — 0 Финал: 1 — 3 |
| Бронза                                   | Лешек Блажиньский | Бокс                                     | мужчины                                  |                                                    |
| Бронза                                   | Казимеж Чарнецкий | Тяжёлая атлетика                         | мужчины                                  | 295 кг                                             |
| Бронза                                   | Веслав Гавликовский | Стрельба                                 | мужчины                                  | 196 очков                                          |
| Бронза                                   | Януш Гортат | Бокс                                     | мужчины                                  |                                                    |
| Бронза                                   | Ежи Грешкевич | Стрельба                                 | 50 м                                     | 571 очков                                          |
| Бронза                                   | Лешек Коседовский | Бокс                                     | мужчины                                  |                                                    |
| Бронза                                   | Чеслав Квециньский | Борьба                                   | Греко-Римская борьба, мужчины            |                                                    |
| Бронза                                   | Мечислав Новицкий | Велоспорт                                | 175 км                                   | 4.47.23                                            |
| Бронза                                   | Тадеуш Рутковский | Тяжёлая атлетика                         | мужчины                                  | 252,5 кг                                           |
| Бронза                                   | Анджей Скшидлевский | Борьба                                   | Греко-Римская борьба, мужчины            |                                                    |
| Бронза                                   | Казимеж Щерба | Бокс                                     | мужчины                                  |                                                    |
| Бронза                                   | Мариан Талай | Дзюдо                                    | мужчины                                  |                                                    |
| Бронза                                   | Здзислав Антчак Януш Бжозовский Пётр Цесля Ян Гмырек Альфред Калузиньский Ежи Клемпель Зигфрид Кухта Ежи Мельцер Рышард Пшибыш Хенрик Розмярек Анджей Соколовский Анджей Шимчак Мечислав Войчак Влодзимеж Зелиньский                                  | Гандбол                                  | мужчины                                  | Матч за 3 место: 21 — 18                           |

## Результаты соревнований

### Академическая гребля
В следующий раунд из каждого заезда проходили несколько лучших экипажей (в зависимости от дисциплины). В финал A выходили 6 сильнейших экипажей, ещё 6 экипажей, выбывших в полуфинале, распределяли места в малом финале B.
Мужчины
| Соревнование | Спортсмены                            | Предварительный заезд | Предварительный заезд | Предварительный заезд | Отборочный заезд | Отборочный заезд | Отборочный заезд | Полуфинал | Полуфинал | Полуфинал | Финал   | Финал   | Итоговое место |
| Соревнование | Спортсмены                            | Заезд                 | Время                 | Место                 | Заезд            | Время            | Место            | Заезд     | Время     | Место     | Время   | Место   | Итоговое место |
| ------------ | ------------------------------------- | --------------------- | --------------------- | --------------------- | ---------------- | ---------------- | ---------------- | --------- | --------- | --------- | ------- | ------- | -------------- |
| двойки       | Альфонс Слюсарский Збигнев Слюсарский | 2                     | 6:58,98               | 2 Q                   | не участвовали   | не участвовали   | не участвовали   | 2         | 6:44,64   | 5 QB      | Финал B | Финал B | 11             |
| двойки       | Альфонс Слюсарский Збигнев Слюсарский | 2                     | 6:58,98               | 2 Q                   | не участвовали   | не участвовали   | не участвовали   | 2         | 6:44,64   | 5 QB      | 7:35,53 | 5       | 11             |